# La Vieille-Lyre
La Vieille-Lyre és un municipi francès situat al departament de l'Eure i a la regió de Normandia. L'any 2007 tenia 626 habitants.

## Demografia

### Població
El 2007 la població de fet de La Vieille-Lyre era de 626 persones. Hi havia 260 famílies de les quals 62 eren unipersonals (41 homes vivint sols i 21 dones vivint soles), 103 parelles sense fills, 62 parelles amb fills i 33 famílies monoparentals amb fills.
La població ha evolucionat segons el següent gràfic:
Habitants censats

### Habitatges
El 2007 hi havia 362 habitatges, 256 eren l'habitatge principal de la família, 89 eren segones residències i 17 estaven desocupats. 355 eren cases i 7 eren apartaments. Dels 256 habitatges principals, 198 estaven ocupats pels seus propietaris, 52 estaven llogats i ocupats pels llogaters i 5 estaven cedits a títol gratuït; 1 tenia una cambra, 9 en tenien dues, 55 en tenien tres, 102 en tenien quatre i 88 en tenien cinc o més. 192 habitatges disposaven pel capbaix d'una plaça de pàrquing. A 139 habitatges hi havia un automòbil i a 89 n'hi havia dos o més.

### Piràmide de població
La piràmide de població per edats i sexe el 2009 era:
| Homes | Edats   | Dones |
| ----- | ------- | ----- |
| 0     | 95 o +  | 0     |
| 0     | 90 a 94 | 0     |
| 8     | 85 a 89 | 4     |
| 0     | 80 a 84 | 8     |
| 24    | 75 a 79 | 16    |
| 20    | 70 a 74 | 16    |
| 32    | 65 a 69 | 32    |
| 8     | 60 a 64 | 24    |
| 16    | 55 a 59 | 4     |
| 8     | 50 a 54 | 8     |
| 12    | 45 a 49 | 16    |
| 16    | 40 a 44 | 20    |
| 24    | 35 a 39 | 12    |
| 24    | 30 a 34 | 16    |
| 28    | 25 a 29 | 28    |
| 4     | 20 a 24 | 12    |
| 4     | 15 a 19 | 8     |
| 28    | 10 a 14 | 20    |
| 8     | 5 a 9   | 28    |
| 20    | 0 a 4   | 16    |

## Economia
El 2007 la població en edat de treballar era de 375 persones, 269 eren actives i 106 eren inactives. De les 269 persones actives 234 estaven ocupades (139 homes i 95 dones) i 36 estaven aturades (14 homes i 22 dones). De les 106 persones inactives 33 estaven jubilades, 27 estaven estudiant i 46 estaven classificades com a «altres inactius».

### Ingressos
El 2009 a La Vieille-Lyre hi havia 277 unitats fiscals que integraven 675 persones, la mediana anual d'ingressos fiscals per persona era de 17.357 €.

### Activitats econòmiques
Dels 40 establiments que hi havia el 2007, 1 era d'una empresa alimentària, 1 d'una empresa de fabricació de material elèctric, 1 d'una empresa de fabricació d'elements pel transport, 2 d'empreses de fabricació d'altres productes industrials, 8 d'empreses de construcció, 8 d'empreses de comerç i reparació d'automòbils, 2 d'empreses de transport, 3 d'empreses d'hostatgeria i restauració, 2 d'empreses financeres, 1 d'una empresa immobiliària, 8 d'empreses de serveis i 3 d'empreses classificades com a «altres activitats de serveis».
Dels 13 establiments de servei als particulars que hi havia el 2009, 1 era un taller de reparació d'automòbils i de material agrícola, 1 paleta, 3 fusteries, 1 electricista, 4 empreses de construcció, 2 perruqueries i 1 restaurant.
Dels 2 establiments comercials que hi havia el 2009, 1 era un supermercat i 1 una fleca.
L'any 2000 a La Vieille-Lyre hi havia 15 explotacions agrícoles que ocupaven un total de 305 hectàrees.

## Equipaments sanitaris i escolars
El 2009 hi havia una escola maternal integrada dins d'un grup escolar amb les comunes properes formant una escola dispersa.

## Poblacions més properes
El següent diagrama mostra les poblacions més properes.